# District de Laobian
Le district de Laobian (老边区 ; pinyin : Lǎobiān Qū) est une subdivision administrative de la province du Liaoning en Chine. Il est placé sous la juridiction de la ville-préfecture de Yingkou.